# Discorso di Vladimir Putin per il 70º anniversario della fondazione delle Nazioni Unite

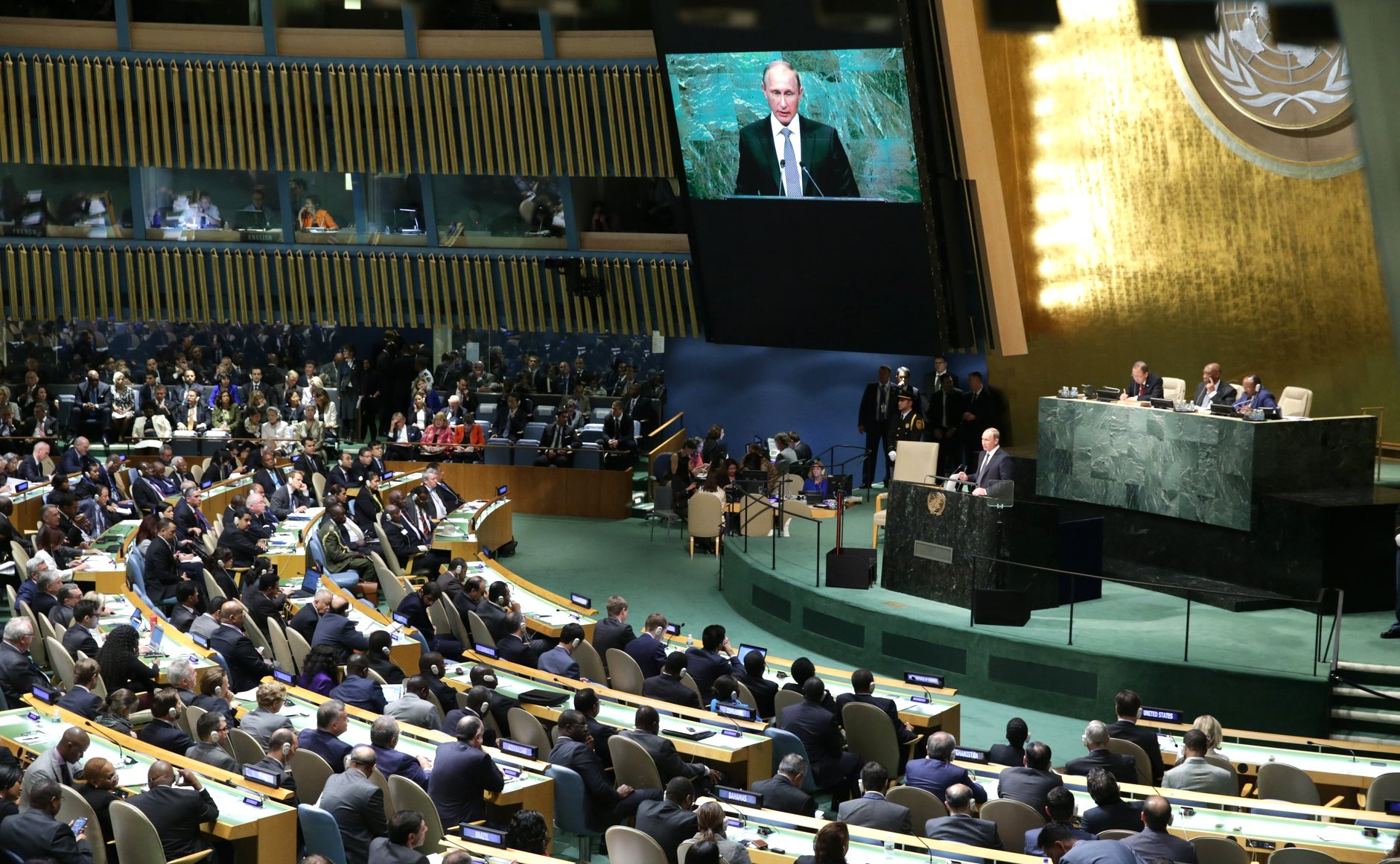
Vladimir Putin all’Assemblea delle Nazioni Unite, 28 settembre 2015

Il 28 settembre 2015 il presidente della Federazione Russa Vladimir Putin si presentò davanti all'Assemblea Generale delle Nazioni Unite in occasione del 70º anniversario della fondazione dell'Organizzazione «per fare il punto della situazione sul passato e parlare del ... comune futuro» dell'umanità.
Il discorso, che fu il primo dopo dieci anni del Presidente russo all’ONU, fu successivo all'annessione della Crimea alla Russia (2014), alla guerra del Donbass e il conseguente Protocollo di Minsk II, e ai primi attacchi russi in Siria a fianco del dittatore Bashar al-Assad. Ritornò drammaticamente di attualità dopo l’Invasione russa dell'Ucraina del 2022.

## Presupposti e contenuti
Il discorso di Putin si basa sui seguenti punti, ognuno funzionale ai successivi sviluppi della sua politica:
1)	Ogni Stato deve essere libero di scegliere la propria forma istituzionale. La democrazia non è un modello esportabile né adeguato ad ogni nazione del mondo. In tal modo, Putin giustifica il suo percorso autocratico alla guida della Russia, contrapponendolo a quello democratico delle nazioni occidentali, nonché un presunto diritto delle popolazioni russe di Ucraina a riunirsi alla “madre patria” Russia.
2)	La responsabilità dell'escalation del terrorismo islamico è delle potenze occidentali ed in particolare degli Stati Uniti. Secondo Putin sono stati gli USA e i suoi alleati – anche favorendo l’armamento dell'ISIS - a favorire la ribellione contro i legittimi governi siriano e libico, contravvenendo alle risoluzioni dell'ONU. L’intervento della Russia in Siria, al contrario, è finalizzato al sostegno del governo legittimo di Assad.
3)	Parimenti, sostiene Putin, la politica espansionistica della NATO ha favorito un golpe militare in Ucraina. La Russia ritiene illegale l'attuale regime ucraino. Questa affermazione, sarà funzionale all’invasione che la Russia opererà in Ucraina nel 2022.

## Passi principali del discorso

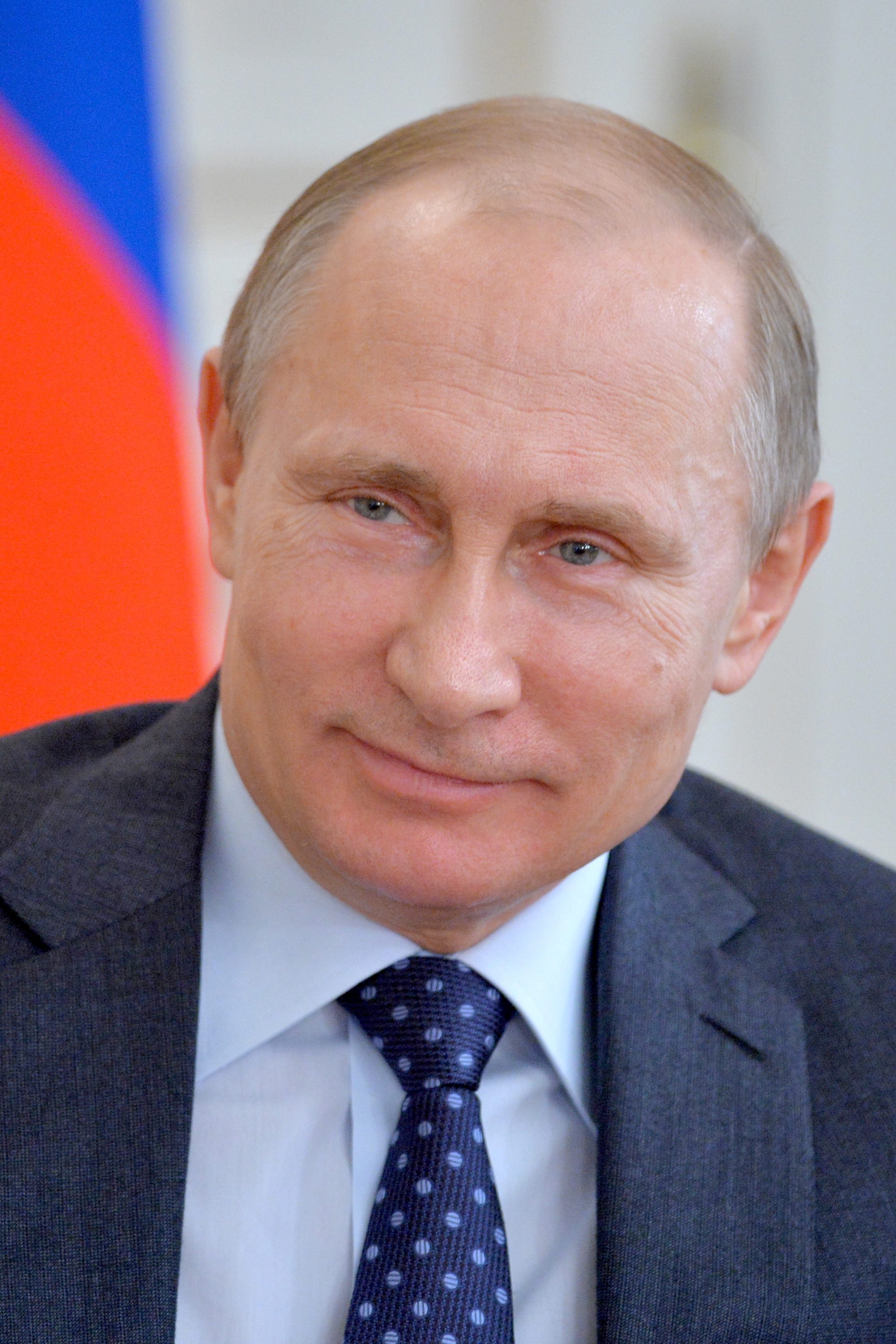
Vladimir Putin nel 2015

Il presidente della federazione russa parte dal presupposto che le Nazioni Unite, di cui rivendica la gestazione nella forma voluta a Yalta, siano l'unico strumento mondiale di legittimità e universalità. Difende peraltro la prerogativa dei cinque membri permanenti (USA, Russia, Cina, Gran Bretagna e Francia) di porre il cosiddetto "diritto di veto" sulle risoluzioni del Consiglio di sicurezza, essendo naturale – a suo dire – che in un consesso mondiale non vi sia sempre l'unanimità dei pareri.
Dopo queste considerazioni, Putin lancia il messaggio secondo cui non esiste un unico modello giuridico-costituzionale valido per ogni singolo Stato nazionale, contestando tra le righe gli Stati occidentali che intendono imporre all'umanità intera il loro modello liberal-democratico. 
Il Presidente russo sottolinea come l'esportazione della democrazia si sia rivelata non solo fallimentare ma anche dannosa, portando l’anarchia nei Paesi nordafricani e mediorientali. Prosegue ponendo l’accento sul terrorismo. Attacca nemmeno troppo velatamente di ciò le potenze occidentali, in primis gli Stati Uniti d’America. Afferma che un esercito organizzato e ben armato come quello dell’ISIS non può essere nato da solo da semplici militanti islamisti, ma ci devono essere state delle macchinazioni alle sue spalle per renderlo così forte e minaccioso.
A questo riguardo il Presidente russo afferma che la lotta al sedicente Stato Islamico sia una priorità per le Nazioni Unite e che debba essere fondamentale non solo costituire una coalizione internazionale, ma dare il più ampio supporto allo Stato che era regolarmente al potere prima che la guerra lo colpisse: il governo di Assad come unico legittimo rappresentante della Siria. 
Un cenno alle problematiche dei profughi, che Putin ricollega alla strategia occidentale di destabilizzazione del Medio oriente, definendo tale fenomeno "una severa lezione per l'Europa".
Proprio nei riguardi del concetto di pace, Putin sottolinea come non può essere tollerata, da parte russa, la politica espansiva della NATO che, pur di perseguire i suoi interessi, ha appoggiato deliberatamente un golpe militare in Ucraina. Questo, così come le sanzioni unilaterali, lo ritiene contrario al diritto internazionale. Secondo il Presidente l’integrità territoriale dell’Ucraina non può essere garantita con l'utilizzo delle armi (da parte dell’Ucraina stessa e della NATO) ma in base agli accordi di Minsk che, secondo il Presidente russo, avrebbero sancito i diritti della popolazione del Donbass. 
Putin attacca anche le politiche economiche degli Stati occidentali, ritenendo che le problematiche economiche mondiali debbano essere discusse all'interno dell’ONU e del WTO ̟e non lasciate all'interesse di un ristretto gruppo di privilegiati (gli Stati occidentali). Ne deplora il fine limitativo dell'economia russa che, al contrario, ritiene essenziale per la diffusione della cosiddetta "via della seta" cinese. 
Putin conclude con un breve accenno ai cambiamenti climatici, sostenendo come sia necessario adoperare nuove tecnologie che non siano dannose all'ambiente come quelle attuali, il Presidente russo propone la convocazione di un Forum speciale dell’ONU affinché si discuta del tema ambientale.

## Reazioni e conseguenze
Dopo una reazione iniziale, relativa soprattutto agli attacchi di Putin alla politica medio orientale delle potenze occidentali, gli attriti tra Russia e Stati Uniti sembrarono essersi ricomposti a seguito dell'immediato incontro tra il Presidente russo e Barack Obama, avvenuto appena ventiquattro ore dopo. Nell'incontro i due capi di Stato concordarono missioni militari comuni contro l'Isis, pur differenziando la loro posizione rispetto al regime di Assad. Ciò apparve alla stampa occidentale come una ricomposizione sostanziale dei dissensi tra le due potenze e i contenuti del discorso di Putin furono presto relegati in secondo piano dall'opinione pubblica occidentale. 
Si trascurò soprattutto di prendere in considerazione la parte del discorso relativa alla posizione della Russia nei confronti dell'Ucraina e il concetto di Putin di "autodeterminazione dei popoli", riferito alla forma di governo che essi si vogliono dare e, nello specifico, l'autodeterminazione dei russi di Ucraina. La serietà dei concetti espressi dal Presidente russo si vide drammaticamente alcuni anni più tardi con l'invasione dell'Ucraina del 2022.